# Polymeerchemie
De polymeerchemie is het deel van de organische chemie dat zich bezighoudt met de synthese en eigenschappen van materialen met een bijzonder hoge molaire massa. Meestal zijn dit polymeren. Polymeren zijn organische verbindingen die door een steeds herhaalde reactie van een zogenaamd monomeer bijzonder lange ketens of netwerken vormen.

## Een voorbeeld: polyetheen
Een voorbeeld van een polymeer is polyetheen. Deze bekende kunststof wordt veel gebruikt in de vorm van boterhamzakjes, vuilniszakken en flessen voor melk en huishoudmiddelen. De monomere bouwsteen voor deze stof is etheen, C2H4. Deze koolwaterstof is niet verzadigd: hij bevat een dubbele binding. De structuurformule is H2C=CH2. Onder invloed van een katalysator (een radicaal) is het mogelijk deze dubbele binding deels open te breken en een binding tot het volgende etheen molecuul te maken. Er ontstaat dan een lange keten:
... + H2C=CH2 + H2C=CH2 + H2C=CH2 + H2C=CH2 + ... ⇒ ...-H2C-CH2-CH2-CH2-CH2-CH2-CH2-CH2-...
Afhankelijk van de omstandigheden van de polymerisatiereactie kan de molaire massa van de gevormde keten oplopen tot enige honderdduizenden of zelfs miljoenen Daltons.

## Variaties in molecuulgrootte en -structuur vanuit één samenstellend monomeer
De eigenschappen van polymeren die uit eenzelfde monomeer worden gevormd kunnen, door verschillen in de gemiddelde molaire massa en in de massaverdeling, behoorlijk uiteenlopen. Daarnaast is de richting van polymere moleculen van belang voor hun chemische eigenschappen.

## Thermoplasten en thermoharders
Als, zoals in dit voorbeeld, het polymeer een lange lineaire verbinding van monomeren vormt, gedraagt het zich als een thermoplast: als het boven de verwekingstemperatuur wordt verwarmd, dan wordt het zacht. Thermoplasten binden zich met vanderwaalsbindingen en eventueel met waterstofbruggen. 
Monomeren die niet zoals etheen twee maar meer reactieve plaatsen hebben, kunnen als polymeren netwerken vormen. Zulke netwerk-polymeren worden niet zacht als ze worden verwarmd. Deze polymeren worden thermoharders of ook wel thermosets genoemd. Thermoharders binden zich met atoombindingen.

## Reactiemechanismen
Verschillende chemische reacties kunnen de basis vormen voor een polymerisatie:
- Het openklappen van een dubbele binding zoals in polyetheen (zie boven).
- Een molecuul met zowel een zuurgroep (-COOH) als een hydroxide groep (-OH) kan een polyester vormen. Zo ook een 1:1 mengsel van moleculen met twee zuurgroepen en moleculen met twee hydroxide groepen.
- Een nylon wordt gevormd door een zuurgroep te laten reageren met een amine (-NH2); ook dat kan op twee verschillende manieren.

Over het algemeen kan op dezelfde manieren als bij een polyester elk paar van twee groepen die met elkaar kunnen binden worden gebruikt om een synthetisch polymeer te vormen. 
Zie ook: Polymerisatie

## Copolymeren
Wanneer twee verbindingen worden gemengd om samen een polymeer te vormen spreekt men bij het product van een copolymeer. Dit kan, zoals bij een polyester, gaan om twee stoffen die 1:1 met elkaar reageren, maar ook om stoffen die gewoon bij elkaar worden gegooid omdat de willekeurige copolymeer interessante eigenschappen heeft. Naast de willekeurige vorm (random copolymeer, AAABABBABBBABAABA) en de om-en-om vorm (alternating copolymer, ABABABABABABAB)bestaat er ook nog een blok-copolymeer waarbij blokken van de twee monomeren elkaar afwisselen (Voor monomeren A en B bijvoorbeeld AAAAAAABBBBBBAAAABBBBBB...). Er bestaan ook "graft-copolymeren" met zijtakken.

## Biopolymeren
Naast deze synthetische polymeren zijn er de grote moleculen die de basis van het leven vormen, de zogenaamde biopolymeren: eiwitten, polysachariden en DNA.

## Belangrijke begrippen
- molecuulgewichtsverdeling
- polydispersiteit
- korte vertakking
- lange vertakking
- dendrimeer
- compatibiliteit
- weekmakers
- semikristaliniteit
- glasovergang